# Metridium farcimen
Espèce
L’anémone plumeuse géante, dont le nom scientifique est Metridium farcimen, est une espèce d'anémones de mer de la famille des Metridiidae. On la trouve sur la côte ouest des États-Unis et du Canada, dans les sites en eau profonde et en particulier là où les eaux sont calmes.

## Étymologie
En 1990, Fautin a examiné la validité du nom de Metridium giganteum. Une autre étude en 2000 a conclu que Actinia pripaus (Tilesius 1809), Actinia farcimen (Brandt, 1835) et Isometridium rickettsi (Carlgren, 1949) sont tous des synonymes de Metridium giganteum. Parmi ces derniers noms, Actinia farcimen a été le premier nom publié. Il est, cependant, un homonyme de sorte que le nom valide pour l'espèce est Metridium farcimen;. (Brandt, 1835). Le Registre mondial des espèces marines attribue le nom de Metridium farcimen à Tilesius en 1809 et donne Isometridium rickettsi (Carlgren, 1949) comme seul synonyme valable. 

## Description
Metridium farcimen est une grande anémone de mer, atteignant parfois une hauteur de un mètre lorsqu'elle est entièrement déployée. Généralement, elle mesure 50 cm ou moins de haut mais est de forme très variable. Elle peut rétracter ses tentacules et former une boule atteignant jusqu'à 25 cm de diamètre. Le pied est mince, lisse et parsemé d'acontia. Ce sont des ouvertures par lesquelles peuvent sortir les filaments des nématocystes situés eux-mêmes dans la paroi du corps. Il n'y a pas de tubercules et le pied est surmonté d'une collerette. Le disque oral est lobé et a un bord fortement tortueux ainsi plus de 100 tentacules fins et courts. La couleur est généralement blanche, mais on trouve parfois des spécimens orange, saumon et brun. Les plus grands spécimens ont été vus avoir parfois de longs, épais, tentacules utilisés pour chasser les autres anémones essayant de s'approcher de trop près. Dans de grandes colonies qui émanent toutes d'un seul individu par clonage, des individus sur le bord de la colonie peuvent avoir plusieurs de ces tentacules sur leurs bords, qu'ils utilisent pour repousser les autres anémones non clonales.  Metridium farcimen pourrait être confondu avec Metridium seniles qui occupe le même habitat et a une couleur et une forme similaire mais qui dépasse rarement 10 cm de hauteur, a moins de 100 tentacules et a un disque oral entièrement lobé. 

## Répartition
Metridium farcimen vit sur la côte ouest des États-Unis et du Canada. On la trouve du sud de l'Alaska à la Californie. Elle est la plus commune dans le Puget Sound et autour de l'île de Vancouver. On la trouve dans la zone sublittorale sur des rochers, des coquilles de mollusques, des pieux, des quais et autres structures artificielles et même dans les eaux polluées. On peut également la trouver à de grandes profondeurs, près des bouches hydrothermales, des suintements d'eau froide et de carcasses de baleines en décomposition sur le fond marin.

## Biologie
Metridium farcimen est carnivore. Elle capture de petits invertébrés, du zooplancton et d'autres particules alimentaires avec les nématocystes situés sur ses tentacules et les plonge dans sa bouche située au centre de son disque oral. Les plus importantes ont peu de prédateurs, mais les plus petits spécimens sont mangés par les étoiles de mer, Pisaster spp., et par diverses nudibranches. L'étoile de mer Dermasterias imbricata, a été observée se nourrissant de grandes anémones dans le Puget Sound.
La reproduction a lieu par la libération des ovules et du sperme provenant des gonades situées dans la paroi du corps qui sont ensuite éjectés par la bouche. Les œufs fécondés se développent en larves planula. Après plusieurs mues, elles vont se fixer et se métamorphoser en polypes. Une reproduction asexuée peut également avoir lieu par lacération. Lorsque l'anémone se déplace, elle peut laisser des bouts de tissus, qui peuvent se développer pour former de nouveaux individus.
Metridium farcimen est une espèce à vie longue. Une anémone plumeuse géante aurait vécu pendant près de 100 ans dans un aquarium, et la cause du décès est une défaillance de l'équipement plutôt que la vieillesse de l'individu.